# Musée des Beaux-Arts de Reims
Das Musée des Beaux-Arts de Reims ist ein französisches Kunstmuseum in der Rue Chanzy in Reims, Champagne-Ardenne. Es wurde 1794 gegründet. Im Jahr 2018 besuchten 36 130 Besucher das Museum. Derzeit ist es aufgrund von Renovierungsarbeiten geschlossen. Die Wiedereröffnung soll 2025 erfolgen.

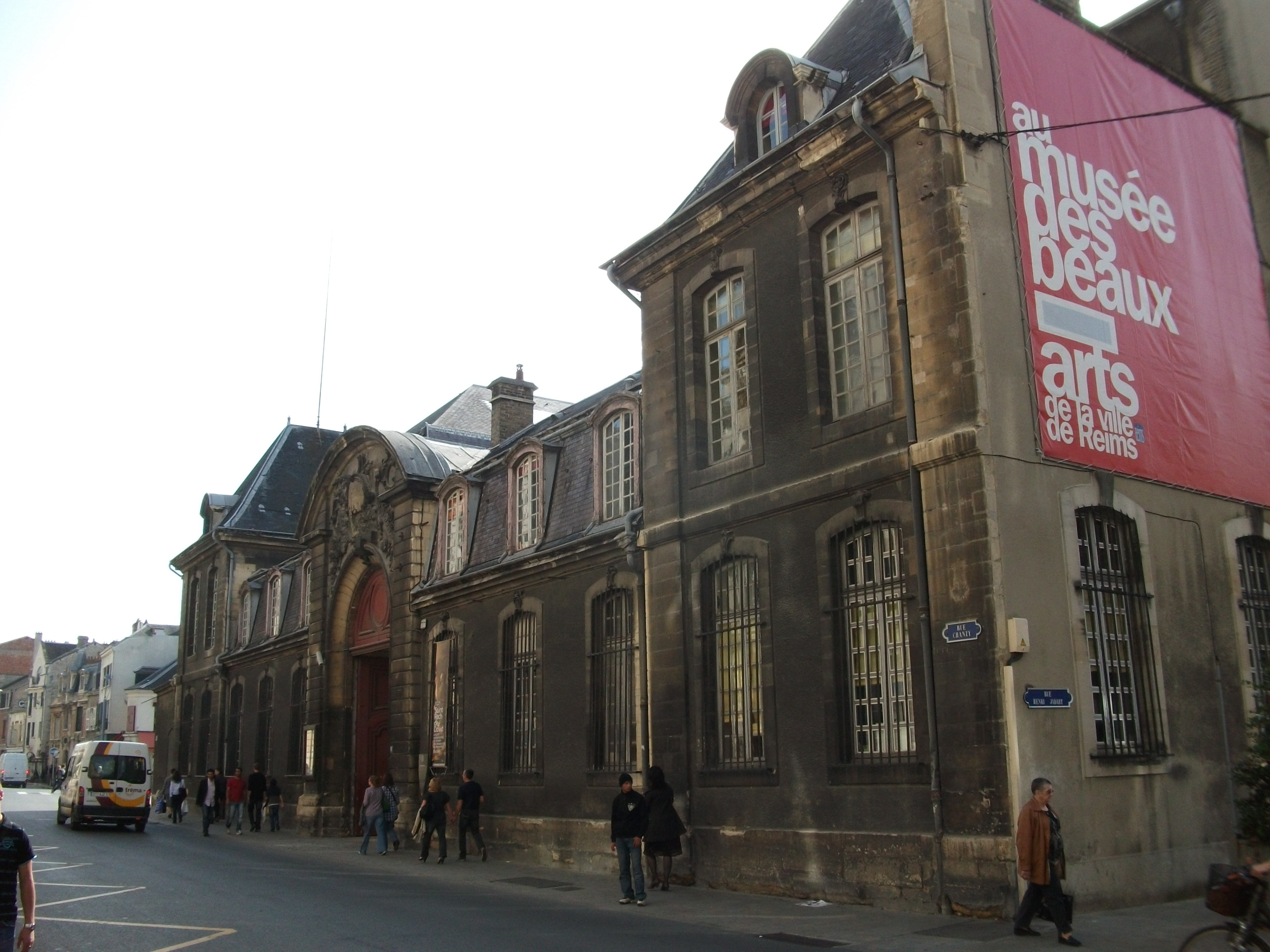
Haupteingang.

## Geschichte

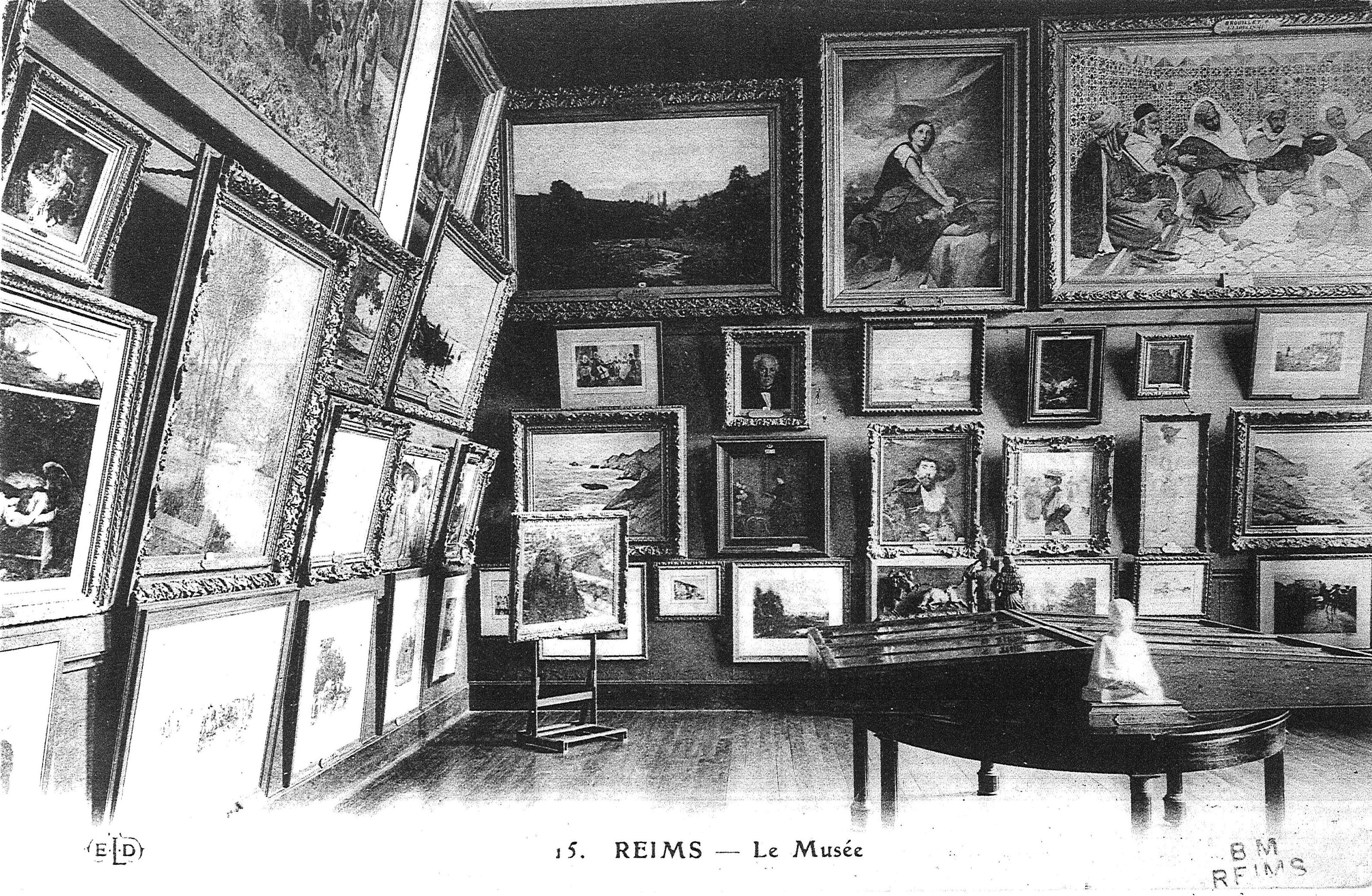
Ausstellung im Rathaus.

Antoine Ferrand de Monthelon, Gründer der Zeichenschule, vermachte seine Sammlung 1752 der Stadt Reims.
Der erste Kurator Nicolas Bergeat organisierte die Sammlung der Kunstwerke aus dem Besitz der katholischen Institutionen von Reims. Das erste Depot wurde am 10. Vendémiaire des Jahres II des französischen Revolutionskalenders im alten Armenhaus Magneuses eingerichtet. Das Musée des Beaux-Arts ist in 1794 nach revolutionären Pfändungen gegründet worden und wurde im Rathaus eingerichtet. Die öffentliche Nutzung des Museums und erste Regelung der Öffnungszeiten existieren vom 11. Germinal im Jahr 8 des Revolutionskalenders („Jeden Fünften von neun Uhr bis Mittags“). Das ganze 19. Jahrhundert wurde die Sammlung durch Käufe oder Vermächtnisse erweitert.
1908 entschied die Stadt ein eigenständiges Gebäude zu kaufen, um das Museum darin einzurichten. Die Wahl fiel auf die alte Abtei von Saint-Denis. Es ist ein Gebäude aus dem 9. Jahrhundert und wurde unter von Fulka dem Ehrwürdigen errichtet und ersetzte einen alten Friedhof. Die Abtei hatte eine bewegte Geschichte seit der Revolution. Sie wurde belagert vom Bezirksdirektorium, als Lagerhalle für Kunstwerke verkaufter Kirchen genutzt, dann 1814 und 1815 Kaserne für russische Besatzungstruppen. 1822 wurde dort das Priesterseminar gegründet. Dieses wurde wiederum nach dem Gesetz zur Trennung von Kirche und Staat (Frankreich) in 1906 abgezogen und das Museum wurde daraufhin in die Räume der alten Abtei verlagert.
Vor dem Ersten Weltkrieg waren Charles Loriquet, Eugène Courmeaux und Henri Jadart Konservatoren des Museums, dann folgten 1927–1939 Paul Jamot und Régine Pernoud in 1947.
Der Präsident Poincaré eröffnete das Museum am 19. Oktober 1913. Während des Ersten Weltkrieges wurde das Museum getroffen, die Sammlungen befand sich an Ort und Stelle.
In den 2010er Jahren wurde das Museum renoviert.

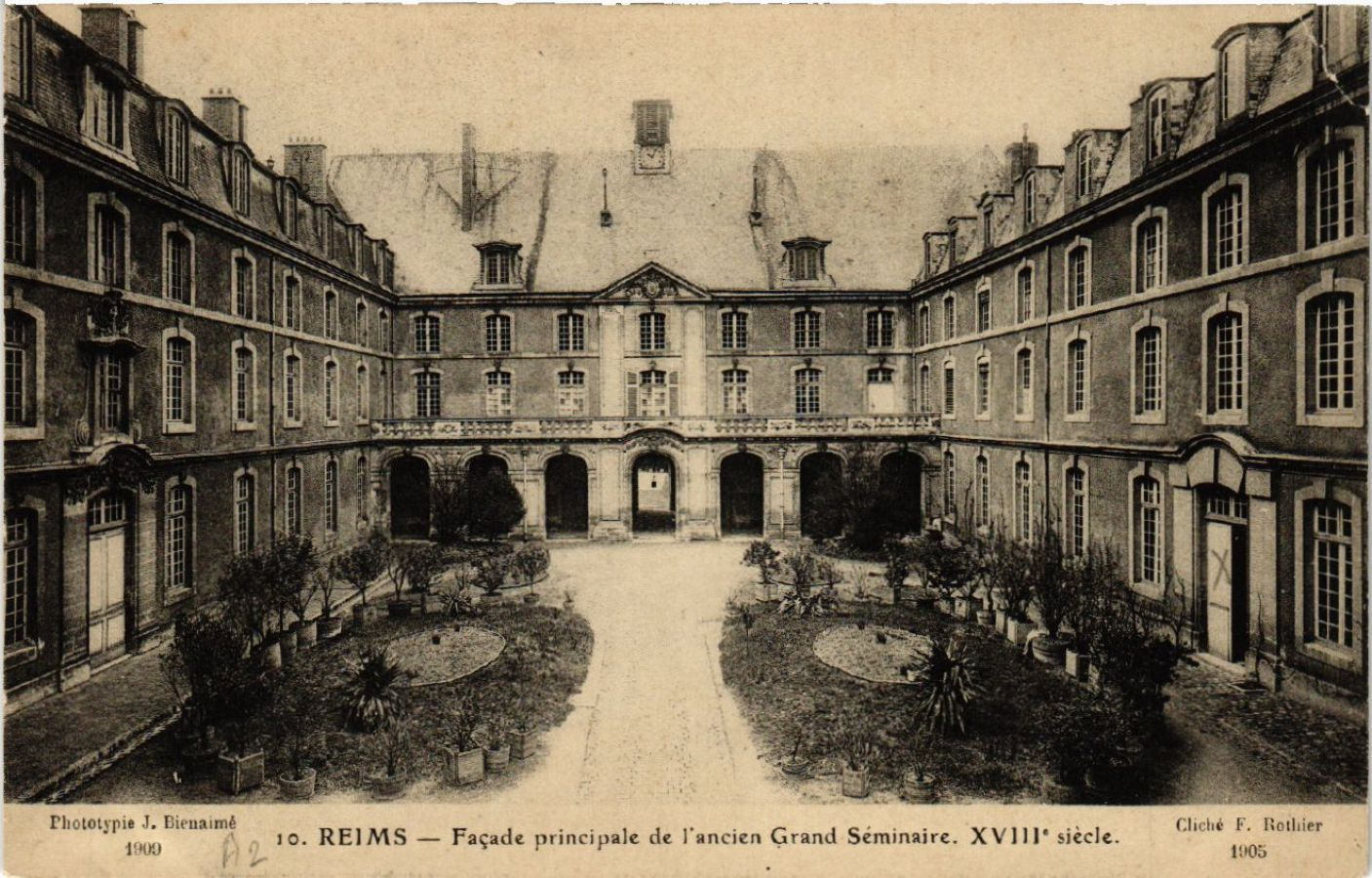
Ansicht des Gebäudes von 1905.

## Sammlung
Das Museum bewahrt vor allem Malereien der flämischen, holländischen und französischen Schule.
- Flandern, Holland und Deutschland sind vertreten durch Werke von Marinus van Reymerswaele (Heiliger Hieronymus), Hendrick van Balen, Roelant Savery, Jacob Jordaens (Satyr), Bartholomeus van der Helst, Jacob van Loo, Gerard Seghers (Christus nach der Geißelung), David Teniers der Jüngere (Dorffest), Nicolas Maes, Melchior de Hondecoeter, Matthias Withoos, Adriaen van der Werff, Ferdinand Elle.

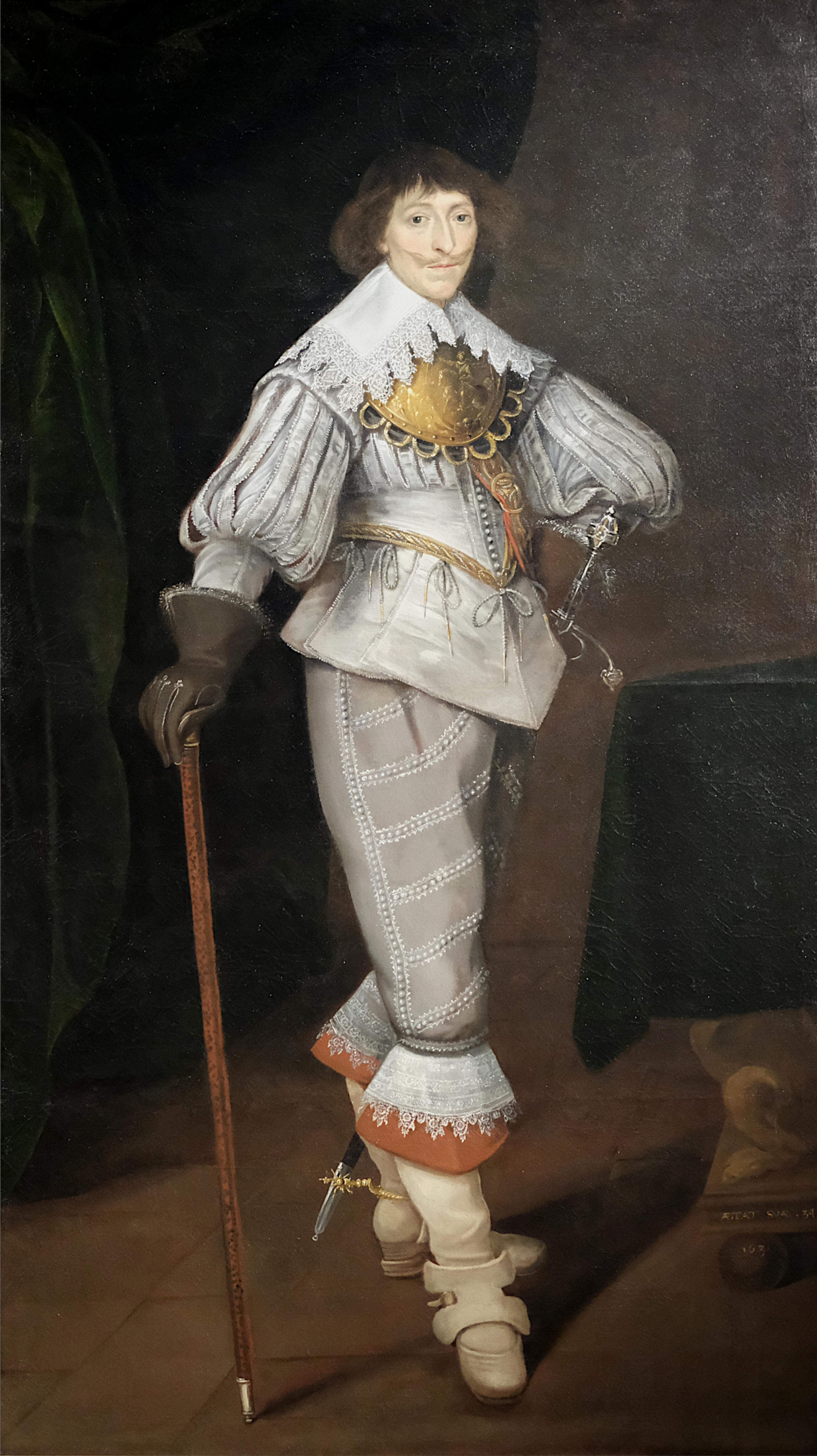
Henri de Lorraine marquis de Mouy par Ferdinand Elle, 1631.

- Einige italienische Malereien existieren in der Sammlung (Giovanni Battista Moroni und Bartolomeo Manfredi, Aufbruch des jungen Tobias).

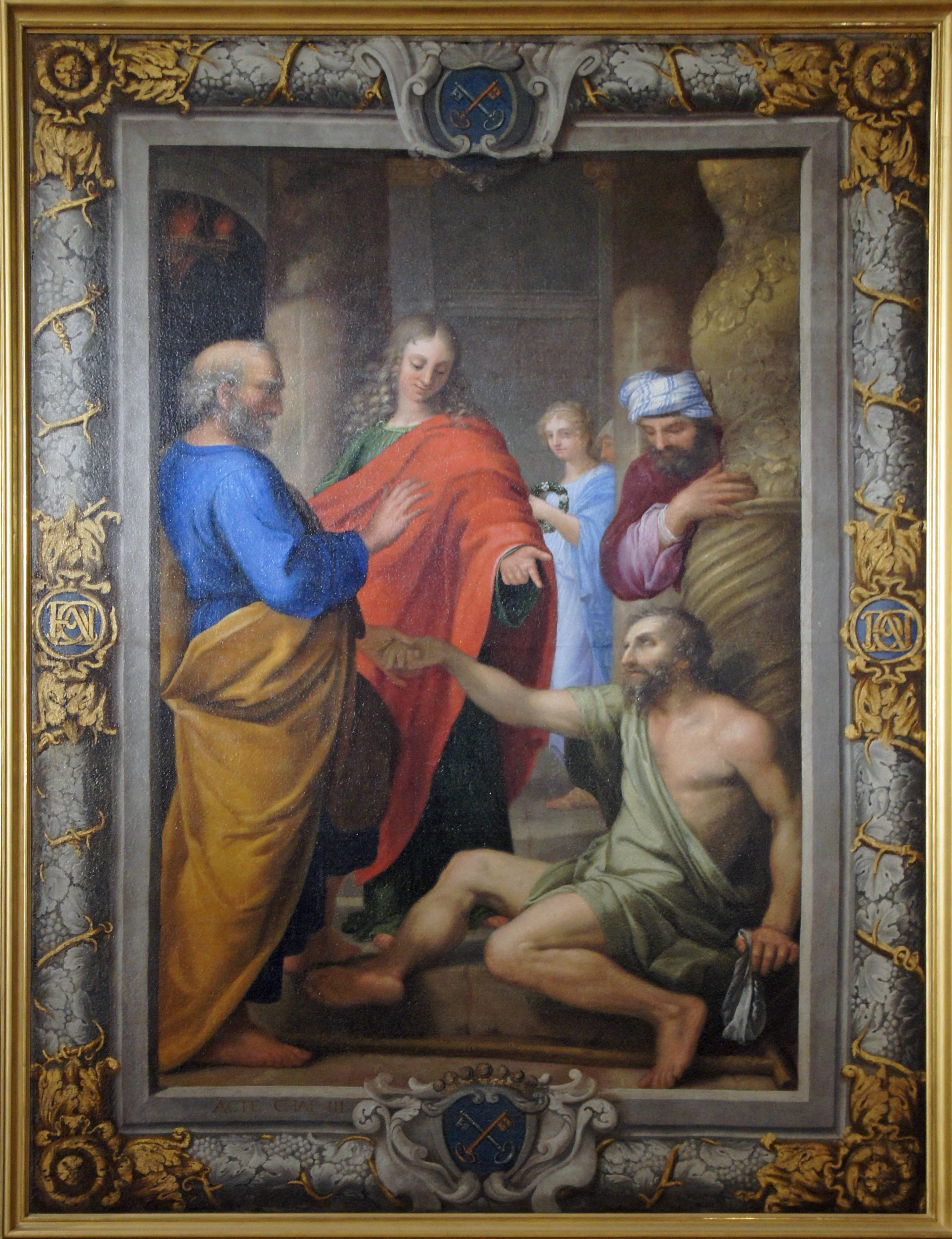
Die Heilung des Gelähmten durch Petrus von Jean Hélart, Schule von Reims.
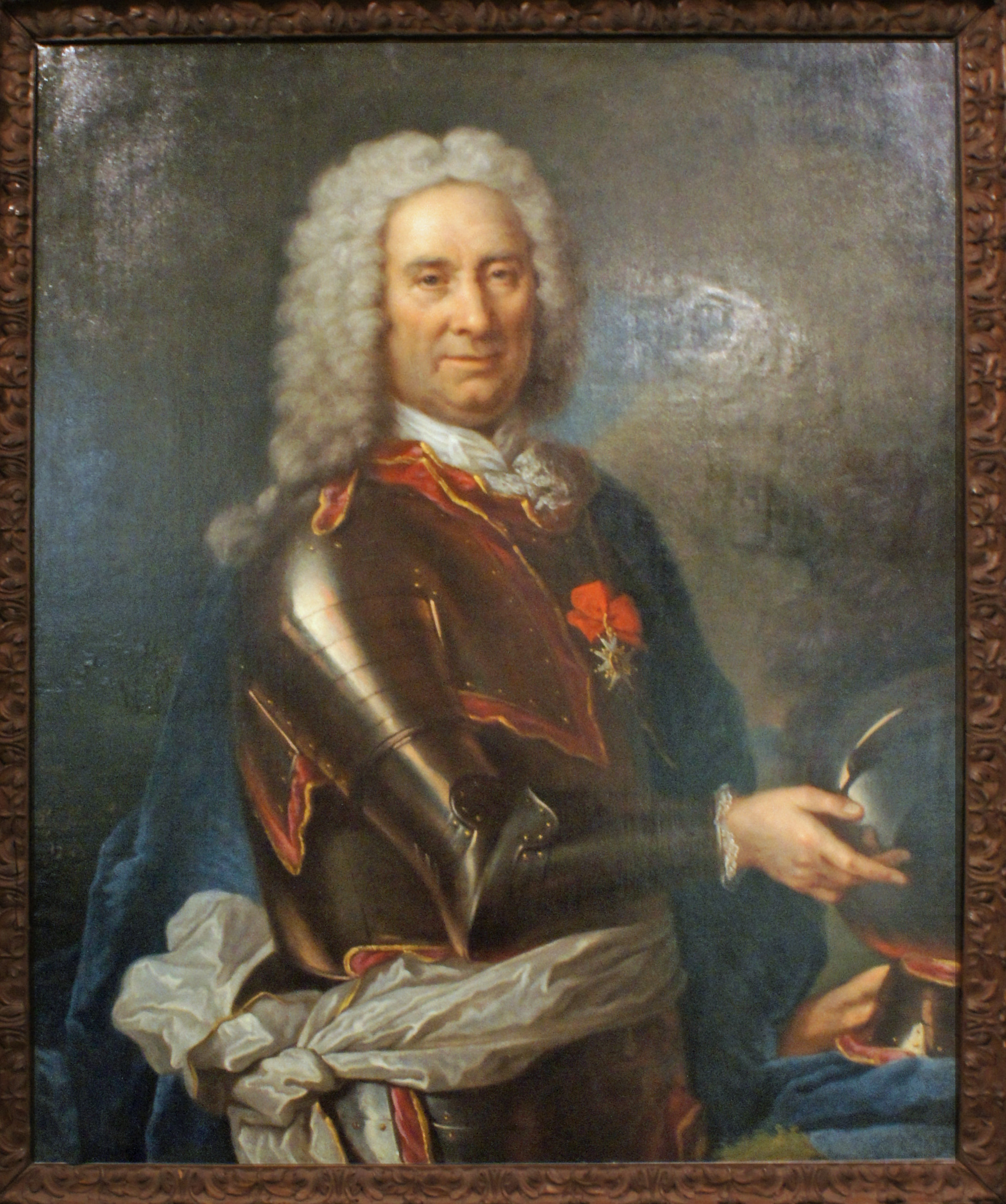
Monsieur de Vareix, von Jean Hélart, Schule von Reims.
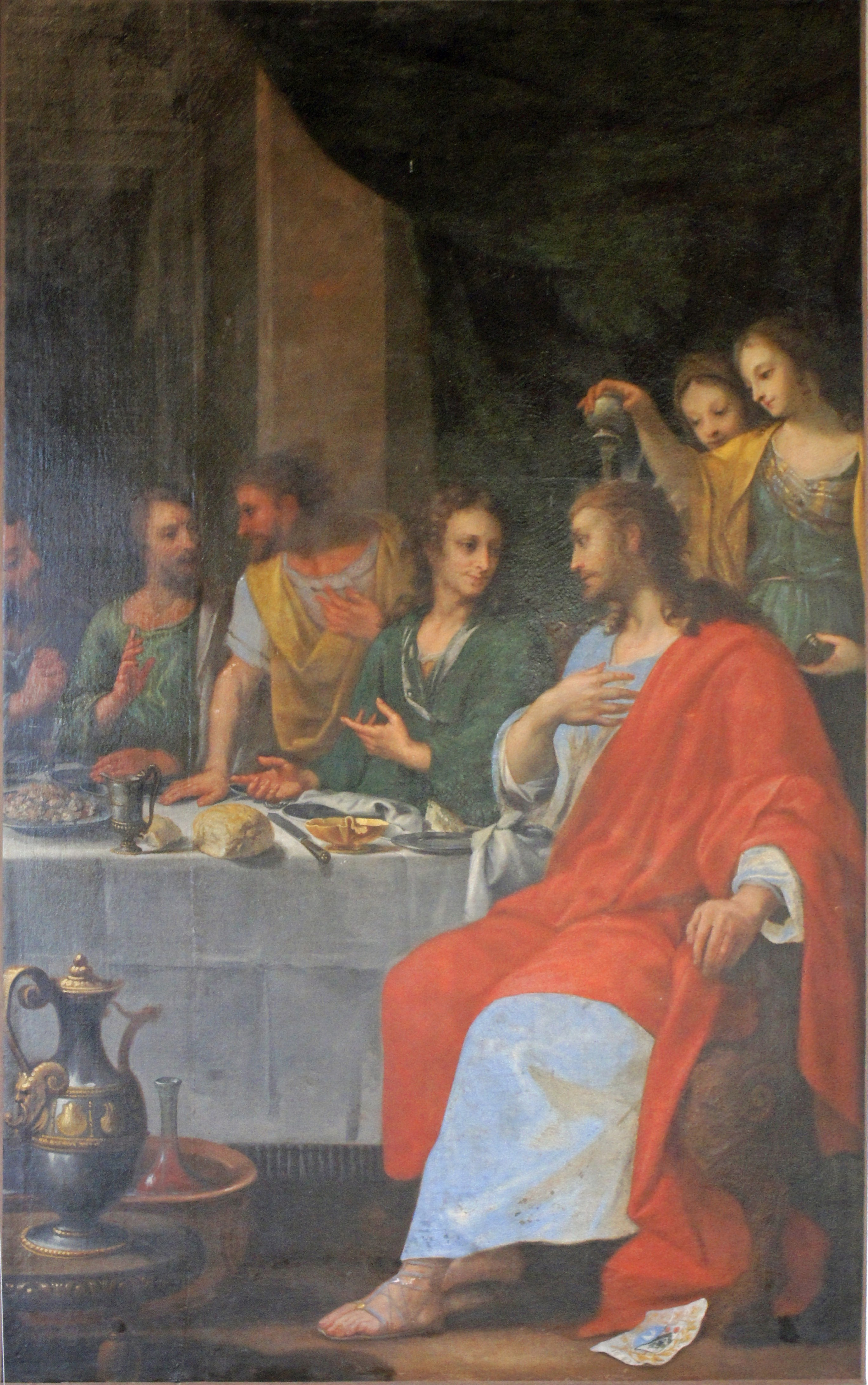
Christus in Bethanien, Werkstatt von Jean Hélart.
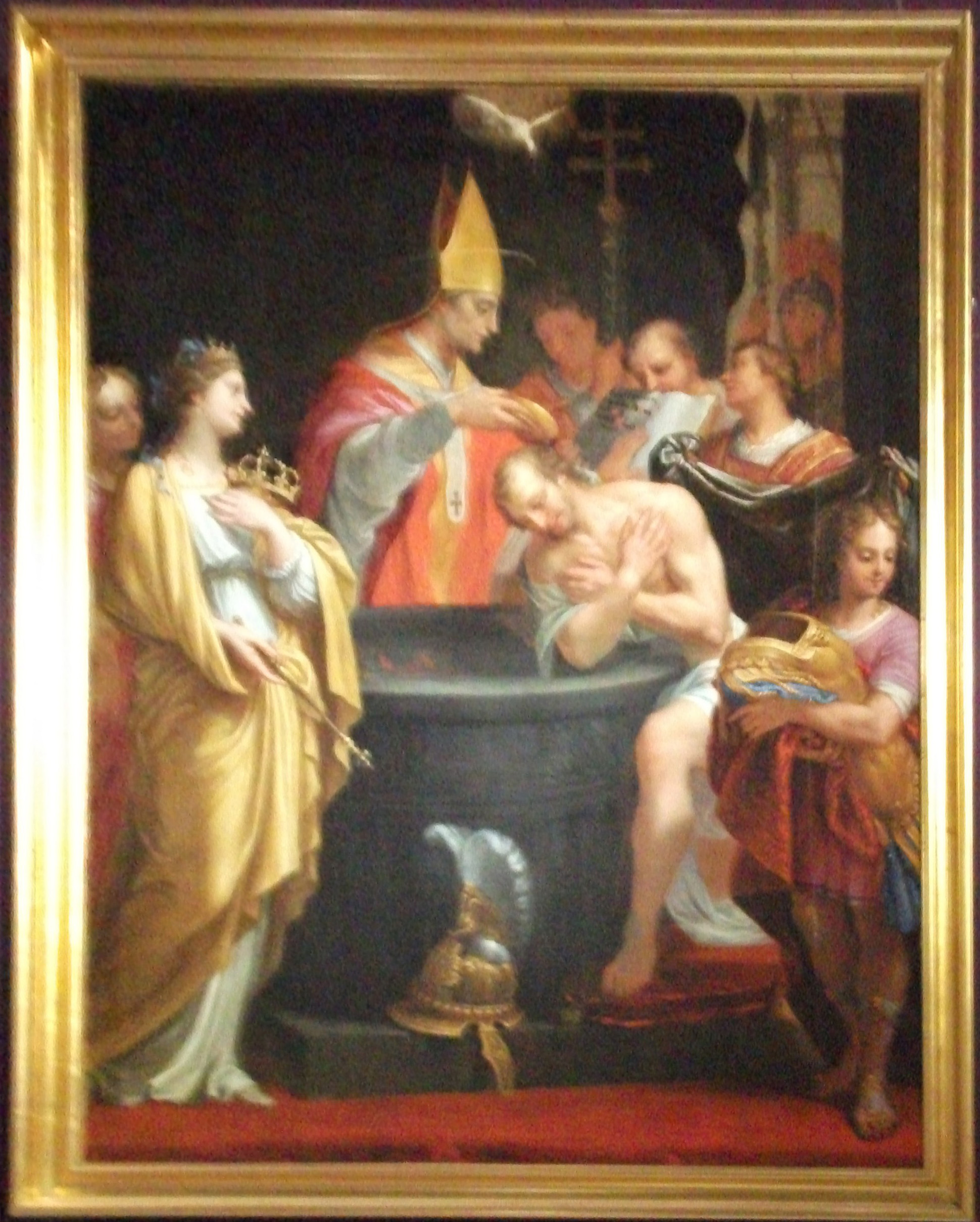
Die Taufe von Chlodwig I., von Jean Hélart, Schule von Reims, 17. Jahrhundert.
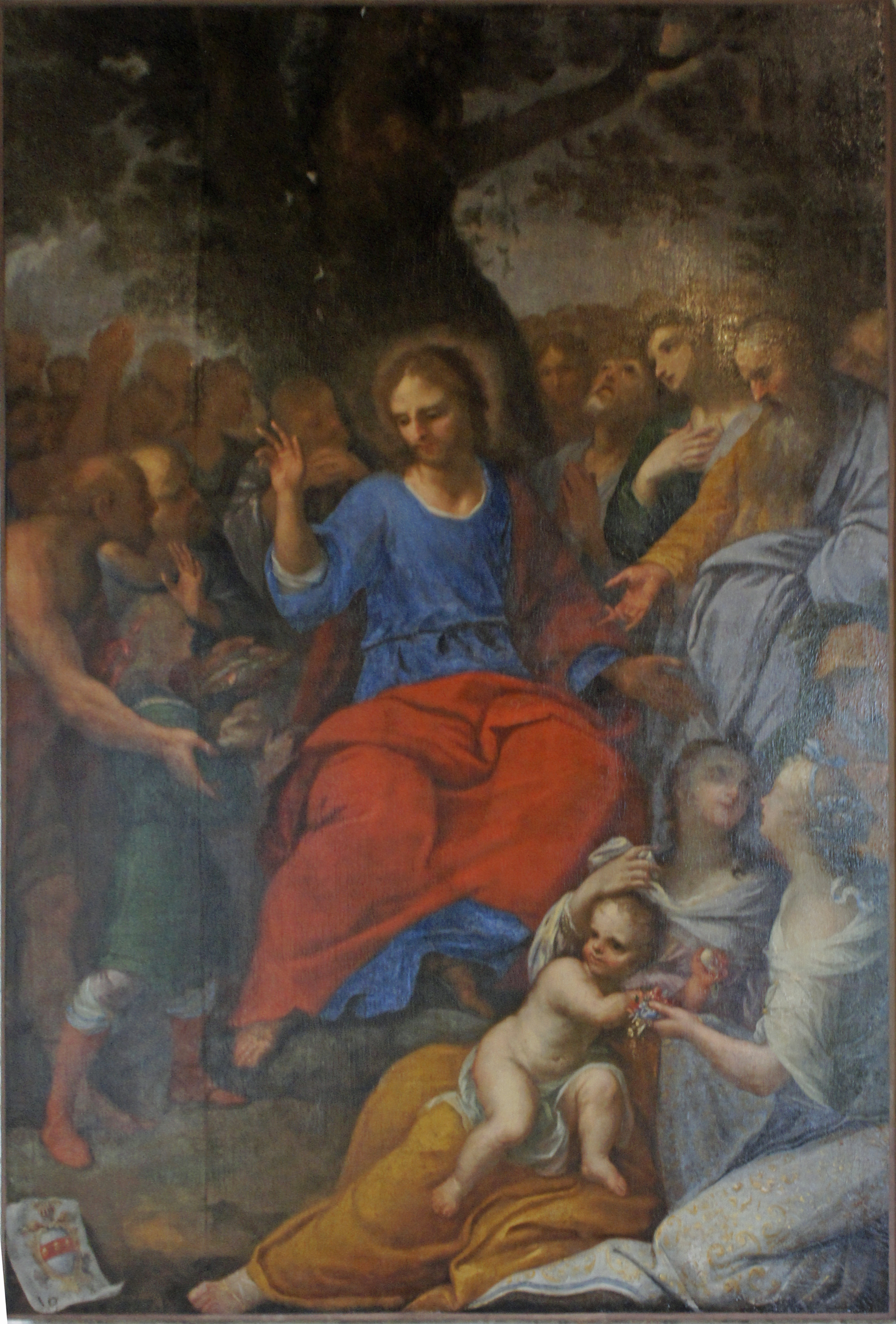
Die wundersame Brotvermehrung, Werkstatt von Jean Hélart.

- Die französische Schule ist umfassender vertreten. Allen voran stehen für das 17. Jahrhundert Nicolas Poussin (Landschaft mit Frau, die sich die Füße wäscht, eine andere Version des Bildes befindet sich im Musée Condé in Chantilly), Simon Vouet (Himmelfahrt Mariens). Die Brüder Le Nain stammten aus der Region von Reims und sind in der Sammlung mit Venus in der Schmiede des Vulkan und die Falschspieler präsent. Außerdem sind die Künstler Claude Vignon, Jacques Blanchard, Philippe de Champaigne (Die Kinder Habert de Montmor), Pierre Mignard, Laurent de La Hyre, Sébastien Bourdon, Gaspard Dughet, Charles Le Brun und Jean Jouvenet in der Sammlung vertreten.
- Das 18. Jahrhundert zeigt sich mit Gemälden von François Desportes (Tierkampf), François Boucher (Odaliske), Anne Vallayer-Coster und Jacques Louis David (Der Tod des Marat, Replika des Bildes in Brüssel).

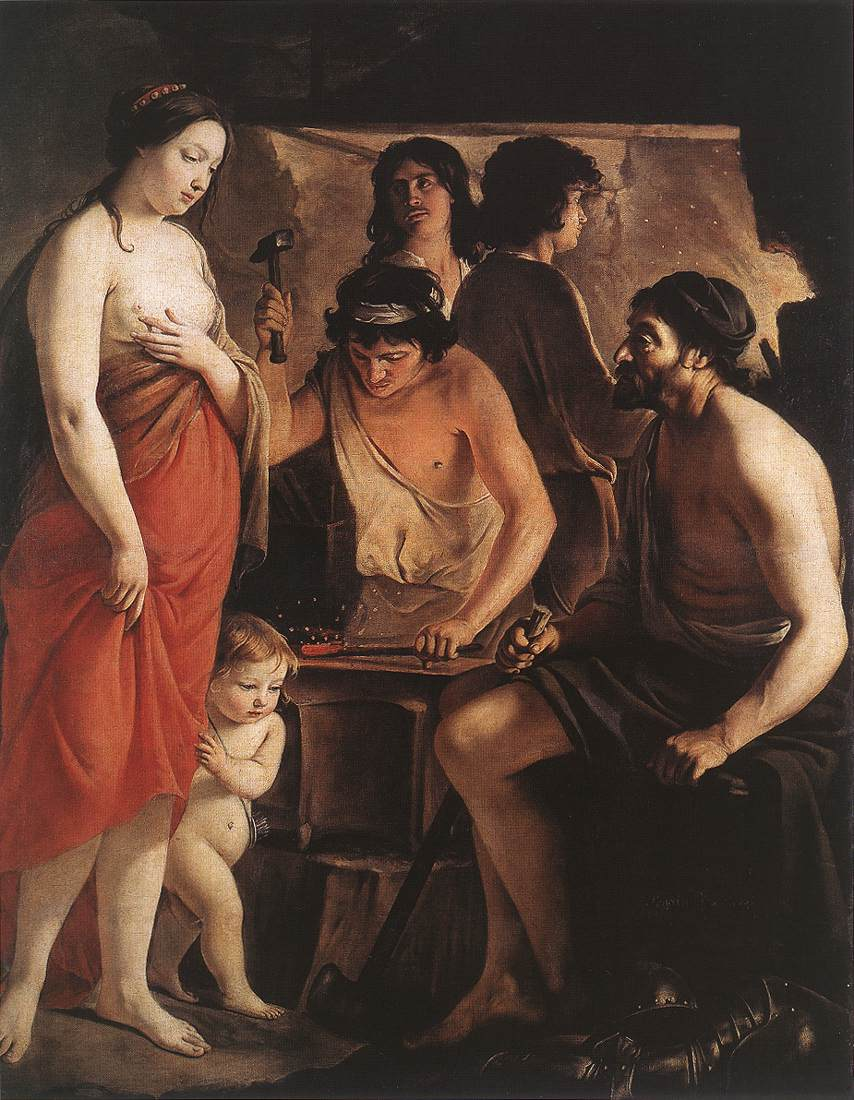
Venus in der Schmiede des Vulkan Brüder Le Nain, 1641.
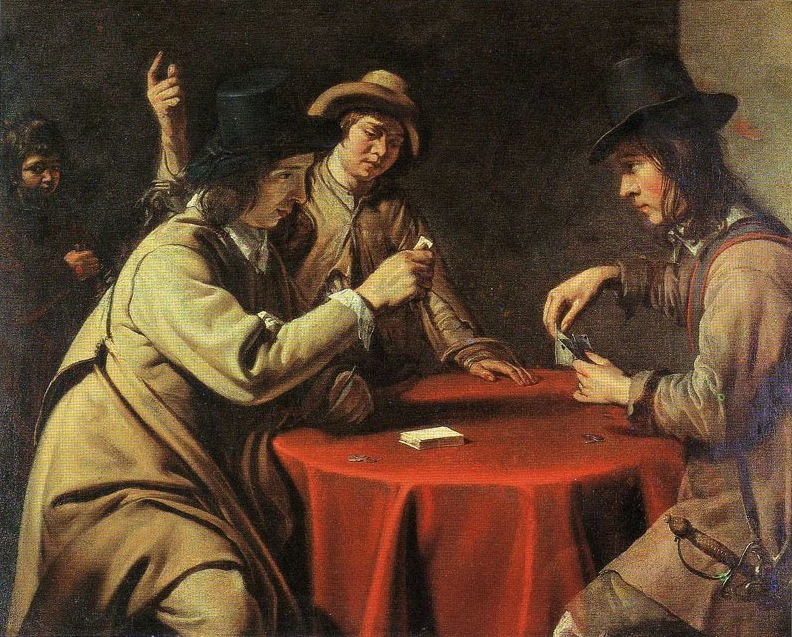
Die Falschspieler, Maître des Jeux.
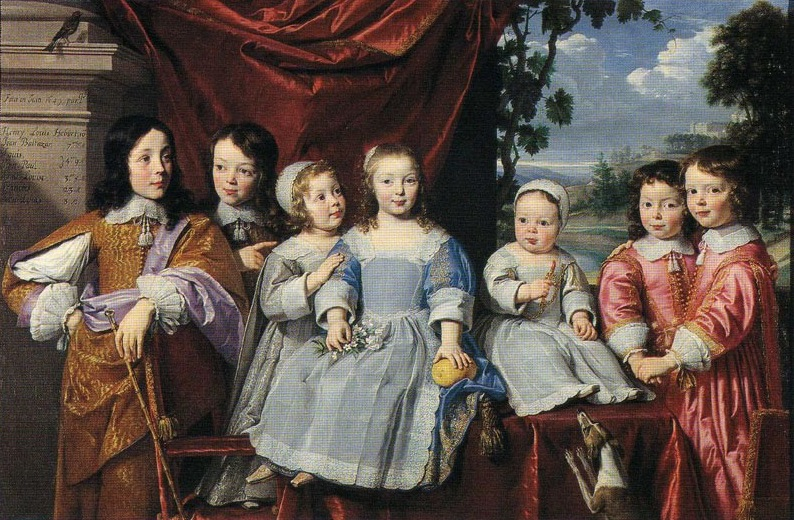
Die Kinder Habert de Montmor, Philippe de Champaigne
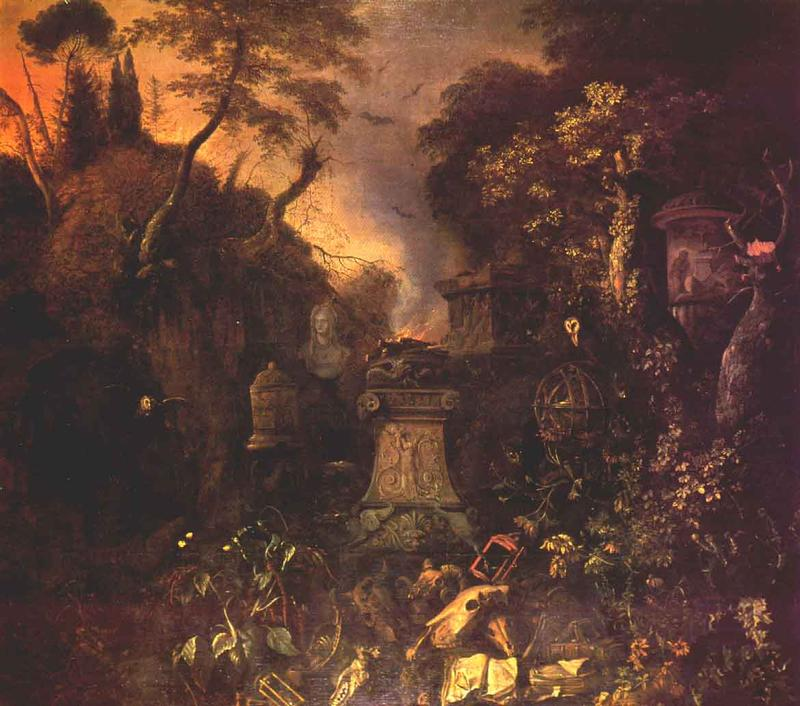
Nächtliche Landschaft mit Friedhof, Matthias Withoos, 17. Jahrhundert.
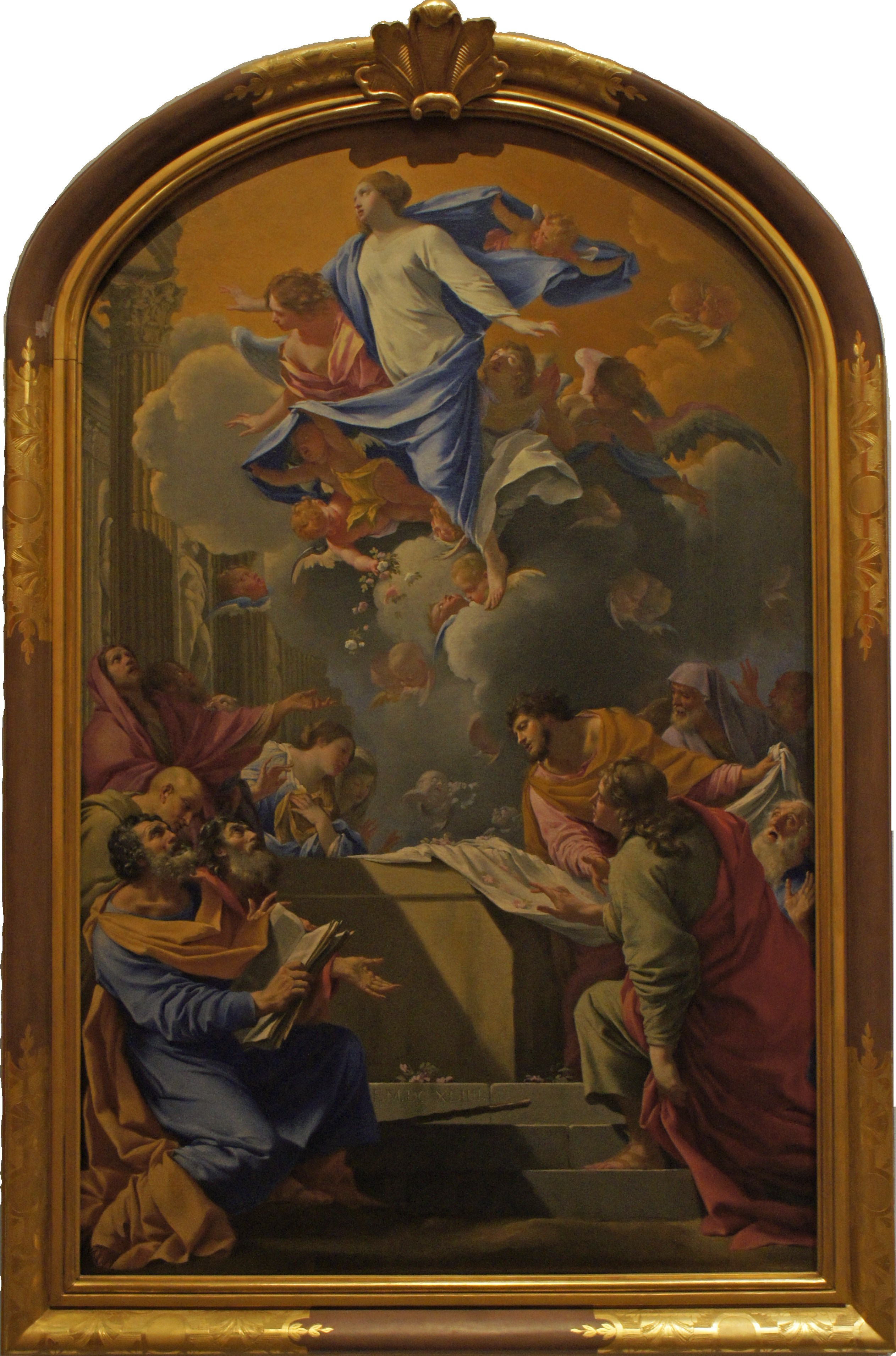
Himmelfahrt Mariens, Simon Vouet.

- Das 19. Jahrhundert nimmt einen wichtigen Platz in der Sammlung ein. Das Museum besitzt 27 Leinwandbilder von Camille Corot. Sie stammen von verschiedenen Schenkungen. Henry Vasnier und auch Jean-Pierre Lundy[2] vermachten dem Museum Bilder. Letzterer besaß die zweitgrößte Corot-Sammlung nach dem Musée du Louvre, aber auch Werke von Eugène Delacroix, von Richard Parkes Bonington (Der Raum), von Théodore Chassériau, Jean-François Millet (Porträt eines anonymen Mannes), Théodore Rousseau, Johan Barthold Jongkind, Gustave Courbet, Honoré Daumier, Eugène Boudin, Claude Monet (Felsschlucht in La Creuse in der Neige des Tages, 1889 et Die Felsen von Belle-Isle), Camille Pissarro, Alfred Sisley, Pierre-Auguste Renoir, Pierre Puvis de Chavannes, Henri Fantin-Latour, Eugène Carrière, Paul Gauguin (Stillleben mit Maori-Statue, um 1890), Émile Bernard oder auch Édouard Vuillard (Die Anprobe).

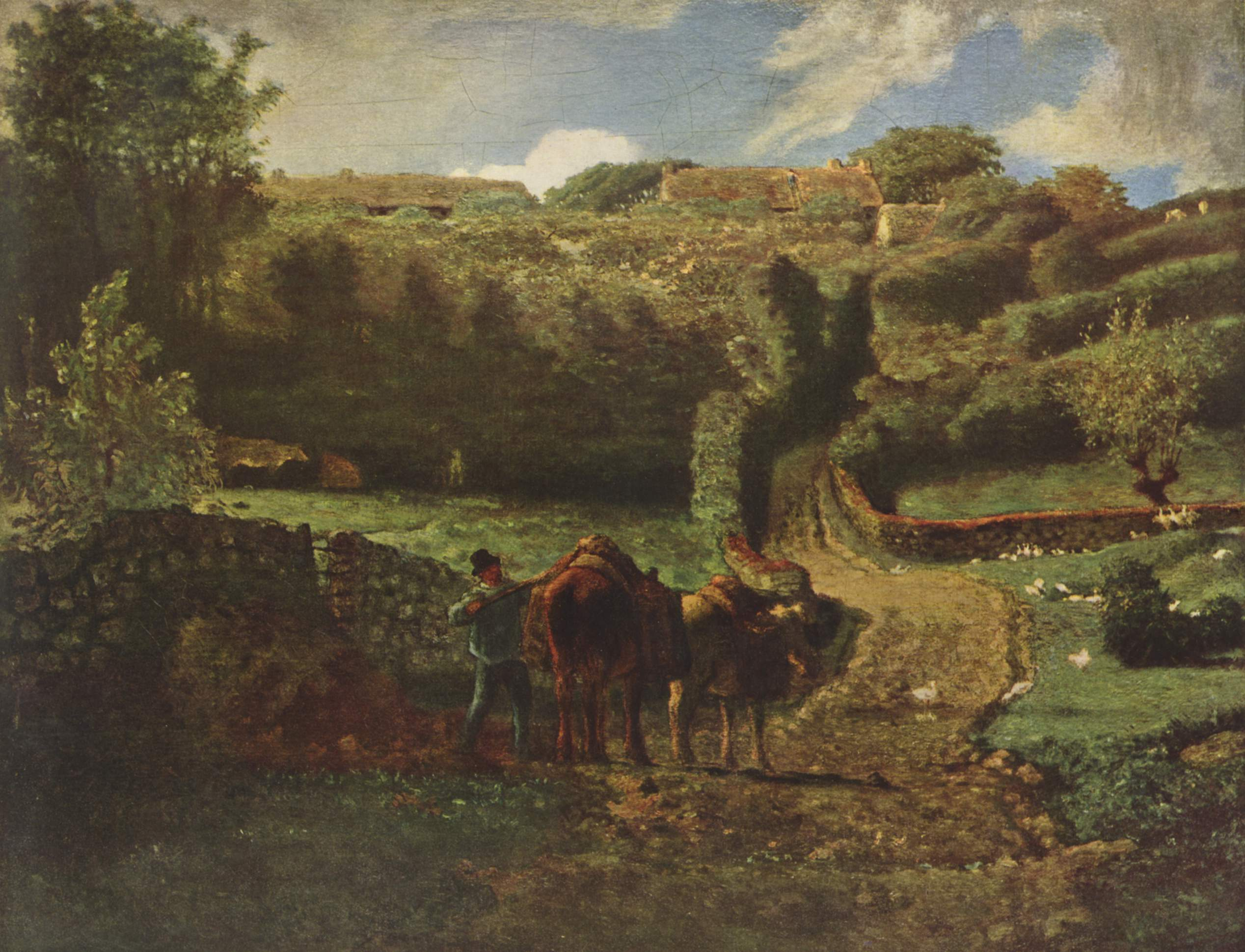
Der Weiler von Cousin in Gréville, Jean-François Millet, 1860.
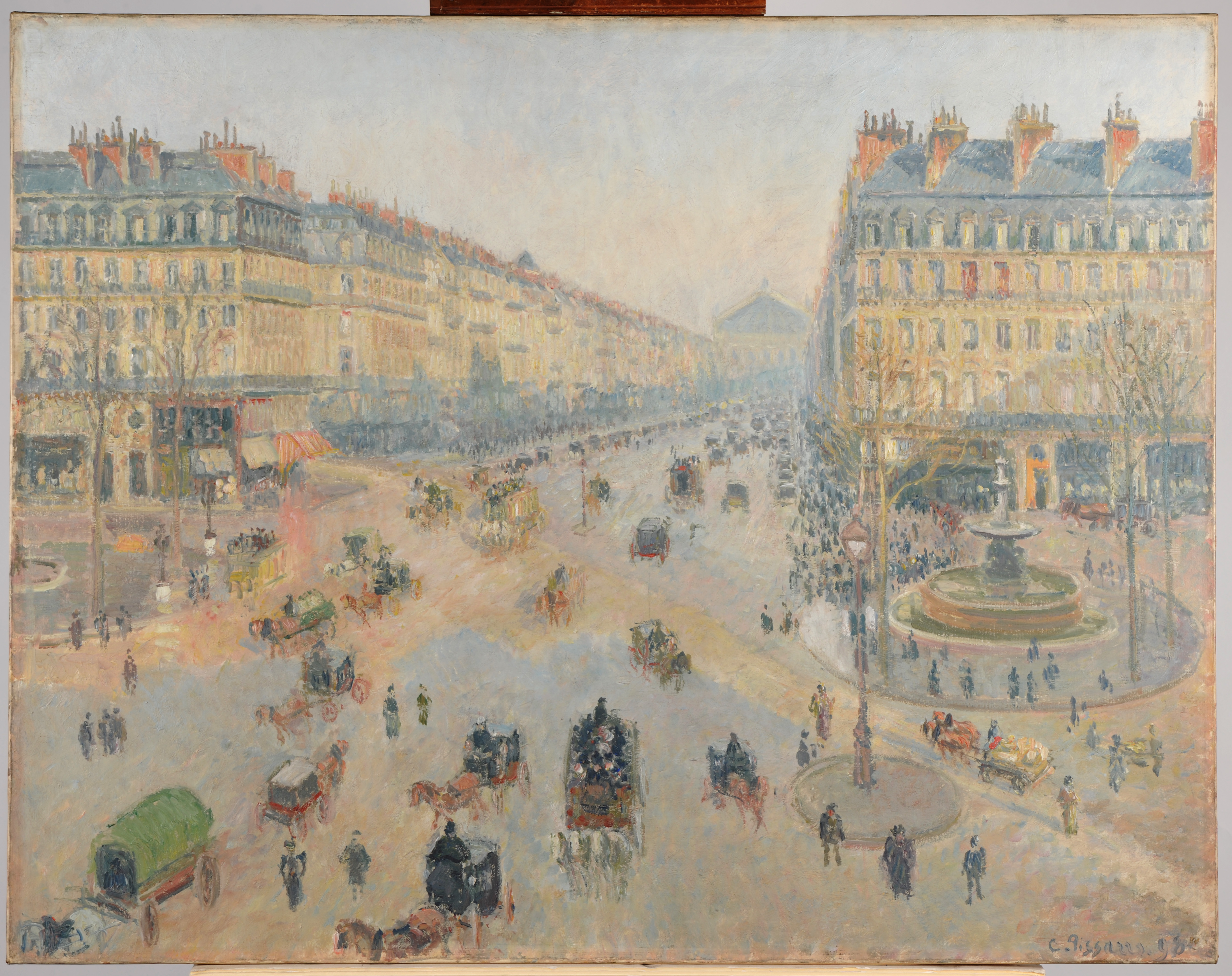
Avenue de l’Opéra, Camille Pissarro, 1898.
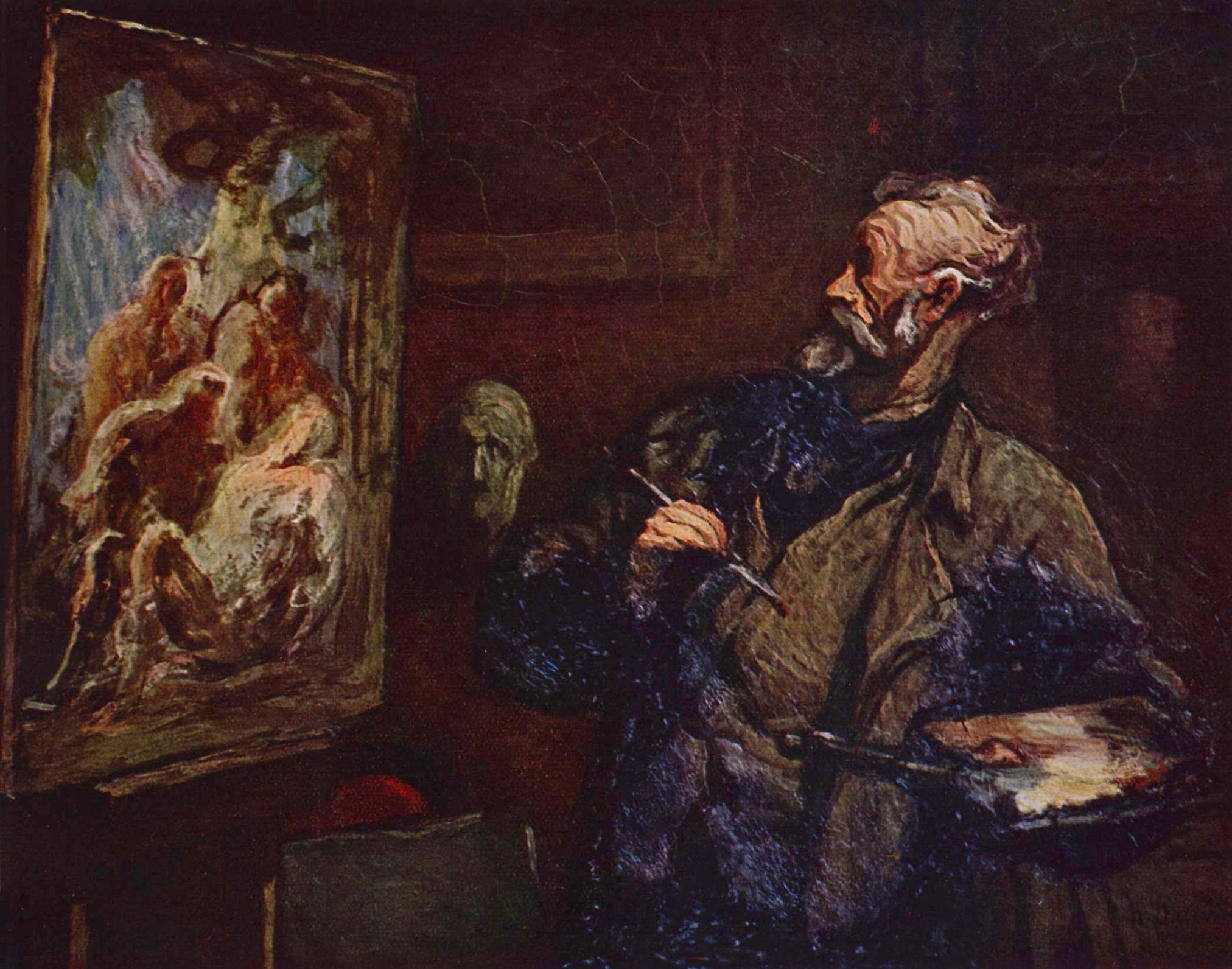
Der Maler, Honoré Daumier, 1858.
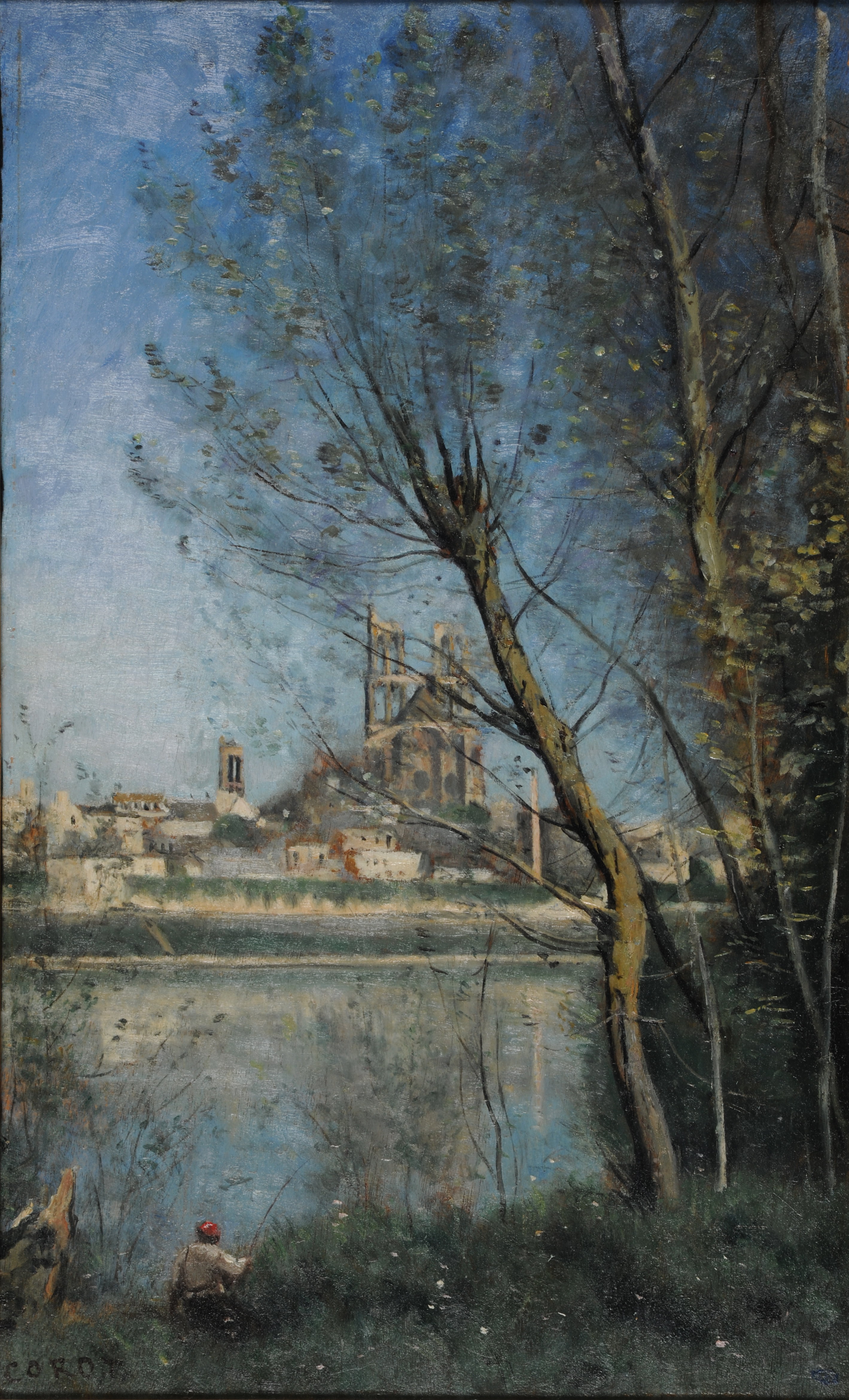
Kathedrale von Mantes, Camille Corot, 1860.
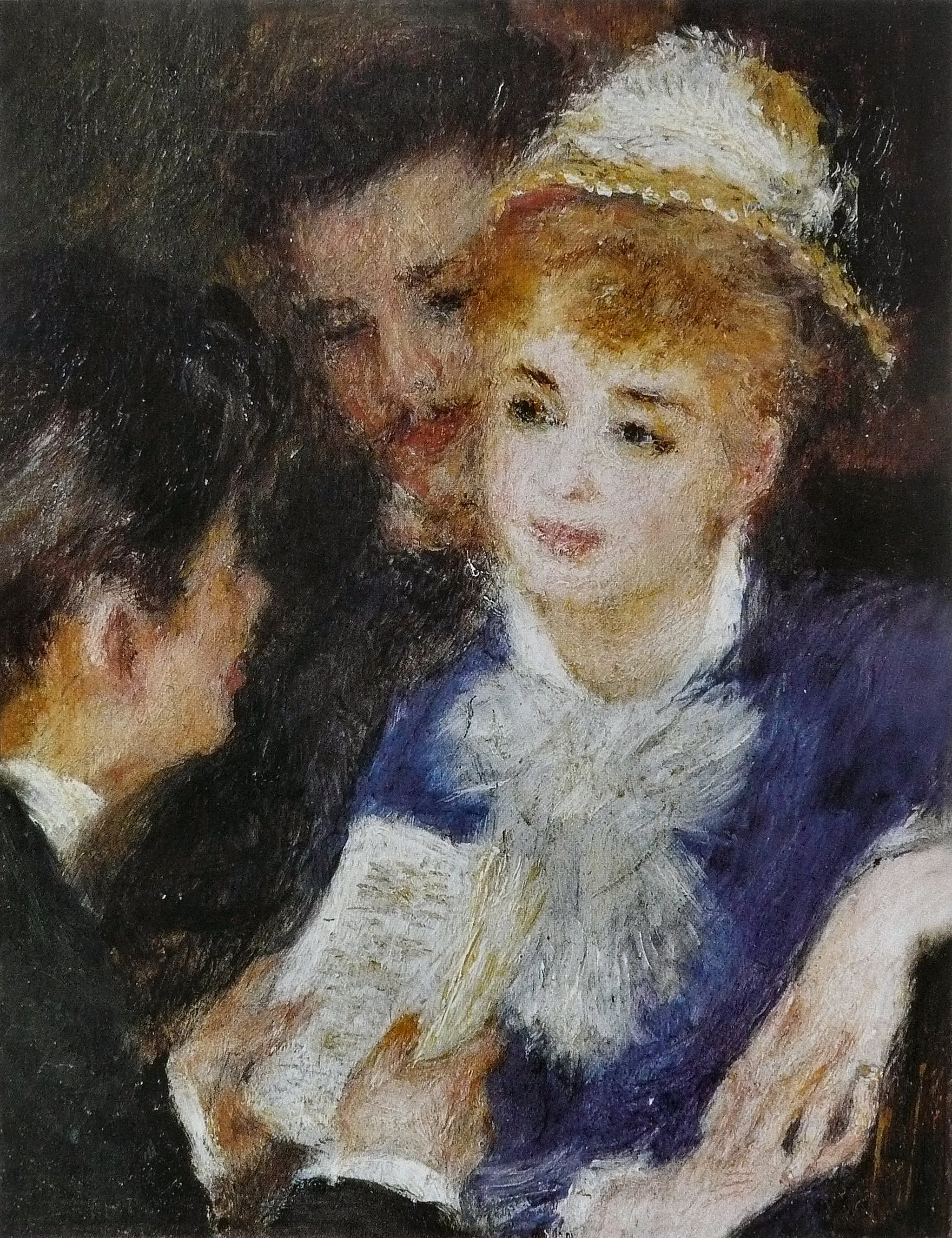
Die Lektüre, Pierre-Auguste Renoir, 1874–1876.

- Das 20. Jahrhundert wird vertreten von Douanier Rousseau (Kopf eines Löwen, angekauft im Jahr 2011), von Pierre Bonnard, Henri Matisse (Lesende in violetten Kleid), Raoul Dufy, Albert Marquet, Charles Camoin (Das Becken der Tuilerien, 1902), René Aubert (Zwei Philosophen), Jean Puy, Louis Marcoussis und Vieira da Silva. Die Werke von Giorgio de Chirico und Léonard Foujita entstammen dem Musée National d’Art Moderne.

- Das Musée des Beaux-Arts bewahrt und zeigt Skulpturen und Zeichnungen (beispielsweise 30 herausragende Porträts auf Papier von Lucas Cranach dem Jüngeren[3]), eine Serie von neun Gemälden in Temperafarbe (um 1500) aus dem ehemaligen Armenhaus von Reims, Druckgraphiken, Möbel und Kunstobjekte. Die Sammlung repräsentiert die größten europäischen Kunstströmungen vom 16.–20. Jahrhundert und stellt diese chronologisch und thematisch geordnet aus.

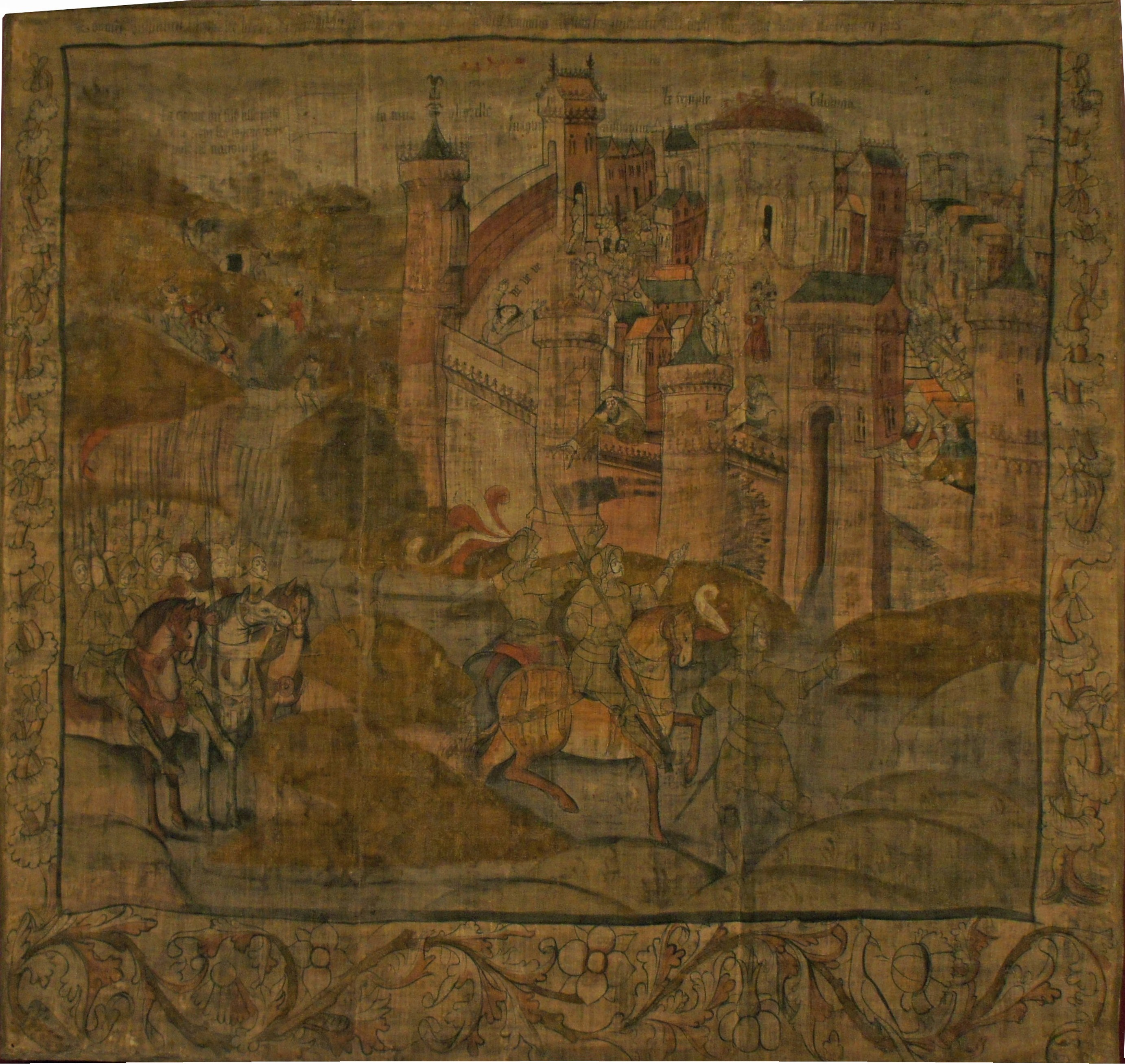
Vespasien fordert Jerusalem auf, sich zu ergeben, dépôt des hospices.
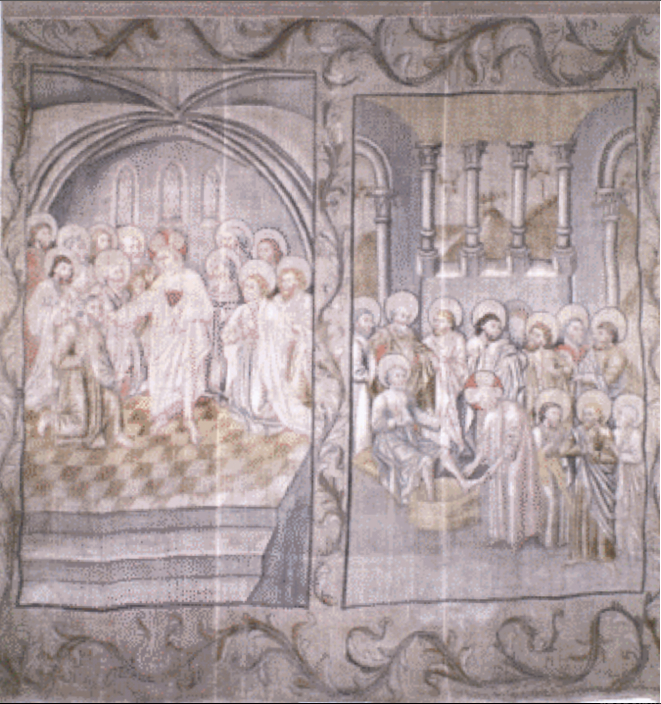
Passion Jesu, dépôt des hospices.
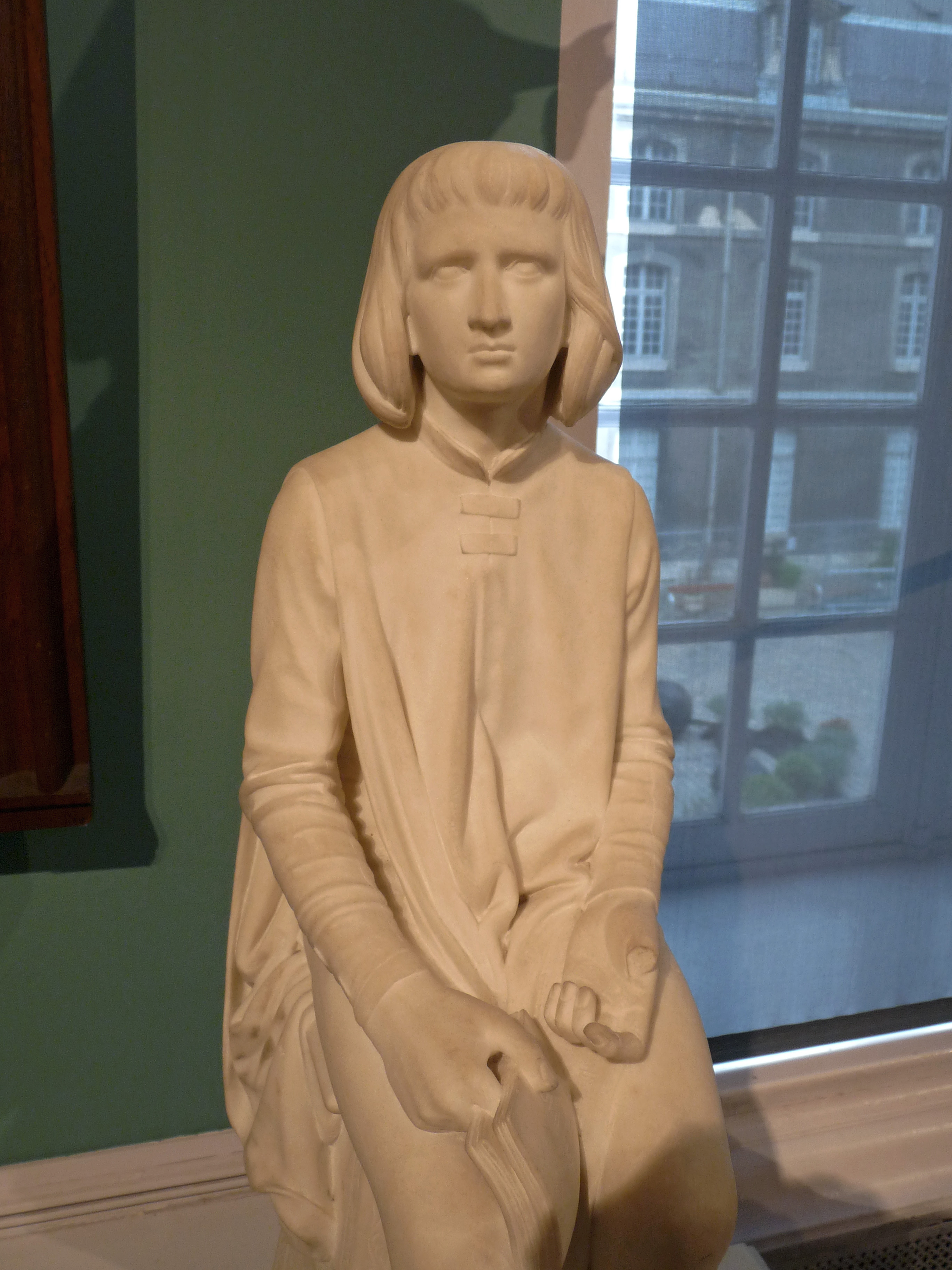
René de Saint-Marceaux, Der junge Dante.
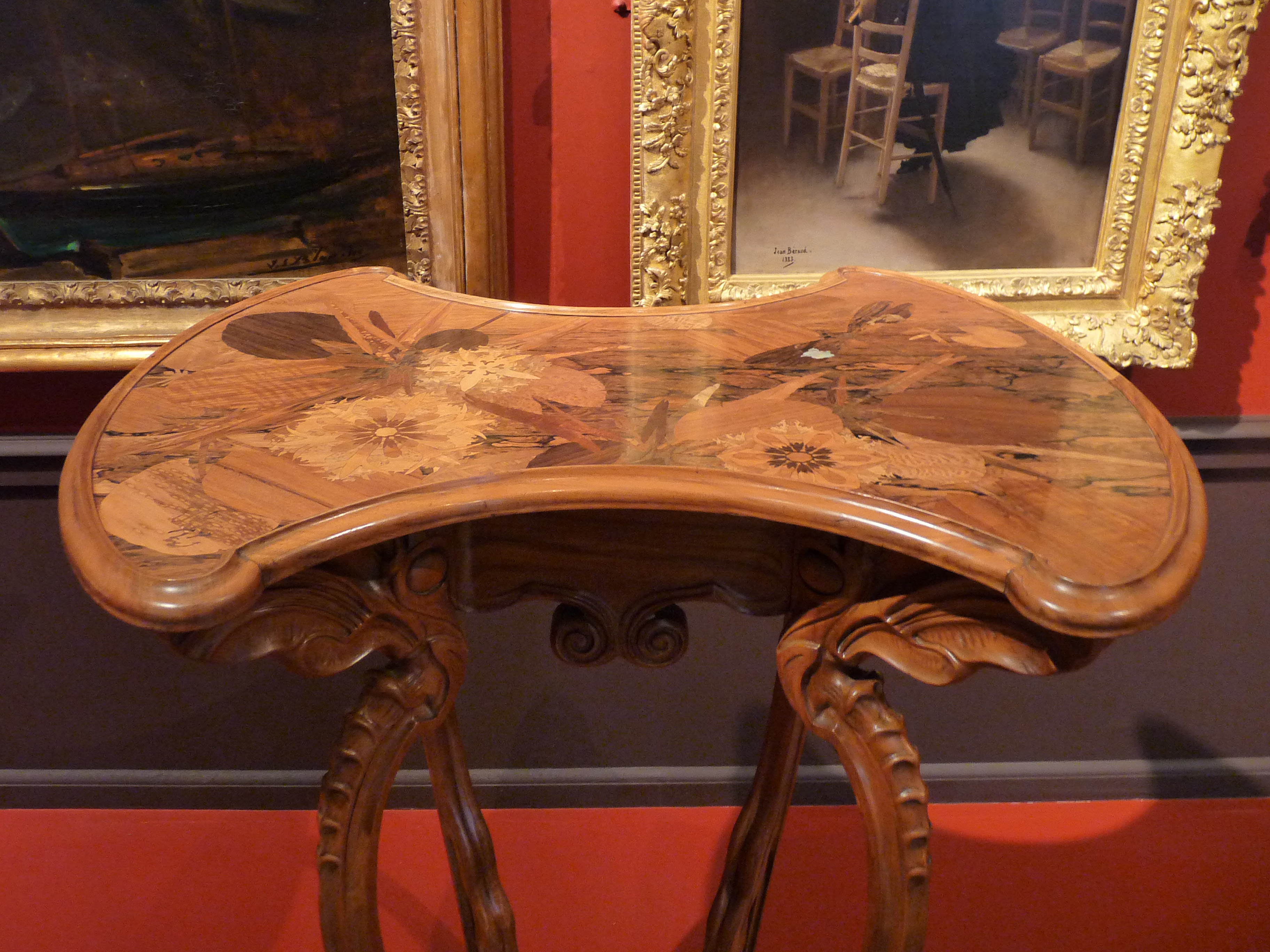
Émile Gallé, Guéridon in Form einer Libelle.
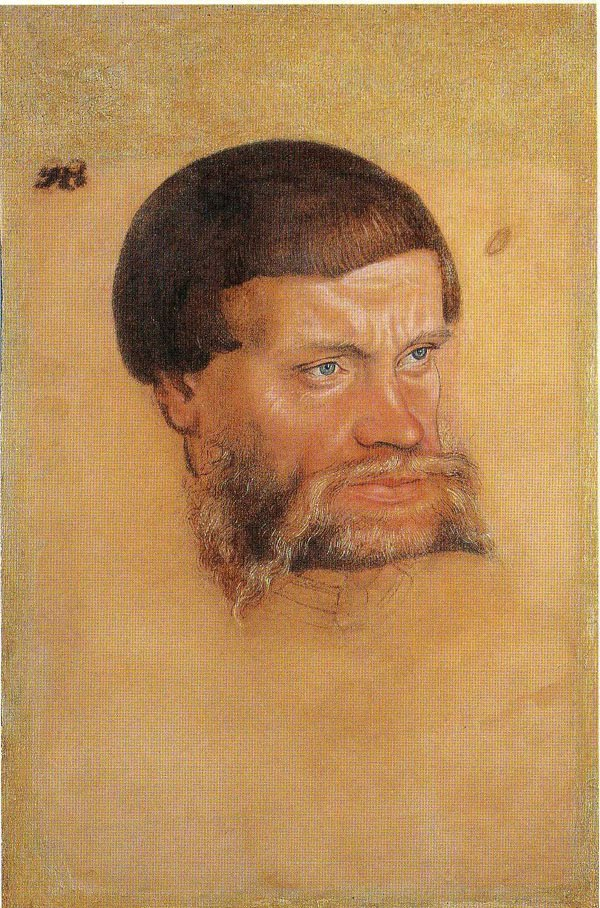
Konrad Krebs, Lucas Cranach der Jüngere.

## Konservatoren am Museum
- 1794–1806: Nicolas Bergeat[4],
- 1838–1846: Louis Paris,
- 1846–1849: Eugène Courmeaux,
- 1849–1853: Étienne Maubeauge,
- 1853–1886: Charles Loriquet,
- 1887–1895: Eugène Courmeaux,
- 1895–1915: Henri Jadart,
- 1914–1927: Jean-Baptiste Langlet,
- 1927–1937: Louis Mennecier,
- 1937–1947: Eugène Dourcy,
- 1947–1949: Régine Pernoud,
- 1949–1961: Olga Popovitch,
- 1961–1989: François Pomarède,
- 1991–1996: Véronique Alemany-Dessaint,
- 1996–1999: Catherine Delot,
- 1999–2015: David Liot[5]
- 2015–2023: Catherine Delot[6][7].